# Марија Ломпар
др Марија Ломпар (Љубљана, 17. децембар 1915 — Београд, 26. јануар 1985) била је лекарка, учесница Народноослободилачке борбе и санитетски пуковник ЈНА.

## Биографија
Рођена је 17. децембра 1915. године у Љубљани.
Пред почетка рата била студент медицине на Медицинском факултету у Београду. У чланство Комунистичке партије Југославије (КПЈ) примљена је 1941. године.
После окупације Краљевине Југославије, 1941. године учествовала је у припремама за оружани устанак. Заједно са супругом Душаном, од старне Месног комитета КПЈ за Београд, била је упућена августа 1941. године у Чачански партизански одред.
После ослобођења Чачака, 1. октобра 1941. године радила је у чачанској болници као политички комесар болнице. Тада је организовала болничко особље и одржавала курсеве прве помоћи за омладинке које је требало да постану болничарке. Крајем новембра 1941. године, током Прве непријатељске офанзиве, руководила је евакуацијом рањеника из Чачка и Ужица на Златибор.
Касније током рата радила је у санитетској служби Народноослободилачке војске Југославије. Била је референт санитета Четврте црногорске ударне бригаде, главна болничарка у хируршкој екипи Друге пролетерске дивизије и политички комесар болнице Другог ударног корпуса НОВЈ. Почетком 1945. године постављена је за политичког комесара Хируршког одељења Војне болнице у Београду.
После ослобођења Југославије, завршила је студије медицине и радила као лекар Војномедицинске академије. Имала је чин санитетског пуковника ЈНА.
Умрла је 26. јануара 1985. године у Београду и сахрањена је у Алеји заслужних грађана на Новом гробљу у Београду.
Носилац је Партизанске споменице 1941. и других југословенских одликовања.
Била је удата за Душана Ломпара (1913 — 2008), учесника Народноослободилачког рата и друштвено-политичког радника.